# Armijn Pane
Armijn Pane (n. 18 august 1908, Sumatra de Nord - d. 16 februarie 1970, Jakarta) a fost prozator indonezian.

## Opera
- 1940: Cătușe ("Belenggu");
- 1953: Povești printre oameni ("Kisah antara manusia");
- 1953: Nimic pentru pisică ("Djinak-djinak merpati").